# Une affaire personnelle (film, 2017)
Pour les articles homonymes, voir Une affaire personnelle.
Pour plus de détails, voir Fiche technique et Distribution.
Une affaire personnelle (titre original : Una questione privata) est un film italien de Paolo et Vittorio Taviani, sorti en 2017 et adapté du récit éponyme de Beppe Fenoglio.

## Synopsis
En 1944, la Résistance italienne est active dans les montagnes de la province de Coni du Piémont. Milton, jeune étudiant devenu résistant, traverse au cours d'une mission la résidence habitée jadis par Fulvia, une adolescente turinoise déplacée maintenant à Alba, et dont il est follement épris. La gardienne lui fait visiter, à nouveau, les lieux et lui apprend que Giorgio Clerici, un de ses plus proches amis, rendait de fréquentes visites à la jeune femme. Désireux d'en savoir plus, Milton tente de rejoindre Giorgio qui opère dans un maquis voisin. Mais ce dernier vient justement d'être capturé par les fascistes et son exécution paraît imminente. Seul un échange de prisonniers serait en mesure de le sauver et de débrouiller les interrogations de Milton.

## Fiche technique
- Titre original : Una questione privata
- Réalisation : Paolo et Vittorio Taviani
- Scénario : P. et V. Taviani, d'après le roman Une affaire personnelle (it) de Beppe Fenoglio[1]
- Photographie : Simone Zampagni - Couleur
- Musique : Giuliano Taviani (it), Carmelo Travia
- Son : Andrea Giannetta, Gianfranco Tortora
- Montage : Roberto Perpignani (it)
- Décors : Emita Frigato (it)
- Costumes : Lina Nerli Taviani
- Production : Stemal Enterntainment, MiBAC en association avec la SOFICA Cinéventure 2
- Pays d'origine :  Italie et  France
- Genre : drame, guerre
- Durée : 84 minutes
- Dates de sortie :
  - 8 septembre 2017 au Festival international du film de Toronto
  - Italie : 1er novembre 2017
  - France : 6 juin 2018

## Distribution
- Luca Marinelli : Milton
- Valentina Bellè : Fulvia
- Anna Ferruzzo : la gardienne
- Lorenzo Richelmy : Giorgio
- Luca Cesa : Jack
- Lorenzo Demaria : Radiosa Aurora
- Giulio Beranek (it) : Ivàn

## Autour du film
- Au moment de la préparation du film, Vittorio Taviani était malade. Il n'a donc pas participé au tournage. Il est décédé en avril 2018.
- Beppe Fenoglio avait situé l'action du récit dans les Langhe (où se trouvent des vignobles). Les Taviani ont choisi de la situer dans les montagnes de la province de Coni [2].

## Sortie

### Accueil critique
En France, le site Allociné recense une moyenne des critiques presse de 3,1/5, et des critiques spectateurs à 3/5. Le site Benzinemag a aimé le film en lui attribuant la note de 3.5/5 